# The Final Cartridge 3

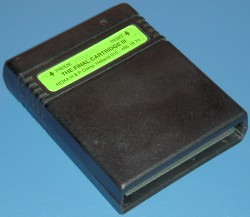
The Final Cartridge 3

The Final Cartridge III, auch The Final Cartridge 3, kurz FC3 war eine sehr populäre Steckmodul-Erweiterung für die Heimcomputer C64 und Commodore 128, die von der Firma Riska B.V. Home & Personal Computers (Niederlande) produziert wurde. Das Modul bot ein Schnellladeprogramm (wie Turbo Tape) und einen Freezer, der es dem Nutzer ermöglichte, den Computer an jeder Stelle des Programmablaufs zu stoppen, um ihn später an gleicher Stelle weiterlaufen zu lassen.
Das Steckmodul wurde an den Expansionport des jeweiligen Rechners angeschlossen. Äußerlich waren an dem Steckmodul zwei Schalter (für die Funktionen „Reset“ und „Freeze“) und eine LED angebracht, die anzeigte, ob das Modul aktiv oder inaktiv war.
Eine der interessanten Funktionen der Cartridge war die GUI: Beim Anschalten des Gerätes (oder beim gleichzeitigen betätigen der Reset- und C=-Taste), zeigte der Bildschirm einen grafischen WIMP-Desktop an. Die grafische Oberfläche war an das AmigaOS 1.x angelehnt.
Weiterhin erweiterte das Modul die Anzahl der Basic Befehle, wie z. B. RENUMBER, und etliche Utility-Befehle.
Das Final Cartridge 3 ergänzt sich sehr gut mit einem SD2IEC-Floppy, da der Fastloader des FC3 in Filebrowsern wie dem CBM-Browser oder dem SD2BRWSE erhalten bleibt. Ebenso erleichtern die F-Tasten-Befehle des FC3 dann die Benutzung des SD2IEC. Somit kann man diese Hardware hervorragend miteinander kombinieren.

## BASIC-Erweiterungen
Es gibt folgende BASIC-Erweiterungen:
- Scrollfunktion innerhalb eines BASIC-Listings
- Drucker-Interface, d. h. Nutzung von Centronics-Drucker unter BASIC V2
- Bildschirmausdruck (Hardcopy) mit der Tastenkombination CTRL+RETURN starten

Fenstermenüs
- SYSTEM
  - DESKTOP Rückkehr zur Benutzeroberfläche der „Final Cartridge 3“
  - MONITOR Aufruf des Monitor-Programms
  - KILL MENU Abschalten der Fenstermenüs
  - FINAL KILL Abschalten der „Final Cartridge 3“

- BASIC (Spezielle BASIC-Erweiterungen)
  - AUTO (Vorgabe der Zeilennummer beim Programmieren aktivieren)
  - DEL (löscht Zeilenbereiche z. B. DEL 10-20)
  - FIND (Suchen von Programmcode)
  - HELP (Listet die BASIC-Zeile auf, die einen Fehler verursacht hat)
  - LIST (Aufhebung des Listschutz)
  - OLD (Wiederherstellen eines gelöschten BASIC-Programms)
  - RENUM (Neudurchnummerierung von BASIC-Zeilennummern)
  - TYPE (Aktivieren der Direktausgabe der Tastatur auf den Drucker)

- DISK (Spezielle Diskettenbefehle)
  - CATALOG/DOS"$ (Anzeige des Disketteninhalts/Directory)
  - DAPPEND (Lädt Programm(teil)e von Diskette nach)
  - DOS" (Nutzung von Diskettenbefehlen anstelle von OPEN 1,8,15,"N:TEST,ID":CLOSE 1 braucht nur noch DOS"N:TEST,ID" eingegeben werden.)
  - DLOAD (Laden eines Programms von Diskette)
  - DSAVE (Speichern eines Programms auf Diskette, sechsmal schneller als im Normalbetrieb)
  - DVERIFY

- FUNC KEYS (Belegungsübersicht siehe oben)

Die 30 zusätzlichen BASIC-Befehle
| - APPEND - ARRAY - AUTO - BAR - DAPPEND - DEL - DESKTOP - DLOAD - DOS" - DOS"$ - DSAVE - DUMP - DVERIFY - FIND - HELP - KILL | - LIST a - MEM - MON - MREAD - MWRITE - OLD - OPEN a - ORDER - PACK - PDIR - PLIST - RENUM - TRACE - TYPE - UNPACK |